# Hlîbociok, Talne
Hlîbociok (în ucraineană Глибочок) este o comună în raionul Talne, regiunea Cerkasî, Ucraina, formată numai din satul de reședință.

## Demografie
Componența lingvistică a comunei Hlîbociok
     Ucraineană (97,98%)
     Rusă (1,31%)
     Alte limbi (0,71%)
Conform recensământului din 2001, majoritatea populației comunei Hlîbociok era vorbitoare de ucraineană (97,98%), existând în minoritate și vorbitori de rusă (1,31%).